# 231. Infanterie-Division (Deutsches Kaiserreich)
Die 231. Infanterie-Division war ein Großverband der Preußischen Armee innerhalb des Deutschen Heeres im Ersten Weltkrieg.

## Geschichte
Die Division wurde am 16. Januar 1917 an der Westfront zusammengestellt und war dort bis Ende des Ersten Weltkriegs im Einsatz. Nach Kriegsende erfolgte die Räumung des besetzten Gebietes, der Marsch in die Heimat sowie die dortige Demobilisierung und schließliche Auflösung.

### Gefechtskalender

#### 1917
- 01. April bis 15. Mai – Stellungskämpfe bei Richecourt, Seicheprey und Flirey
- 16. bis 27. Mai – Doppelschlacht Aisne-Champagne
- ab 28. Mai – Stellungskämpfe bei Reims

#### 1918
- bis 4. Februar – Stellungskämpfe bei Reims
- 05. Februar bis 14. März – Reserve der OHL
- 15. bis 20. März – Vorbereitung zur Großen Schlacht in Frankreich
- 21. März bis 6. April – Große Schlacht in Frankreich
- 10. April bis 26. Mai – Stellungskämpfe nördlich der Ailette
- 27. Mai bis 13. Juni – Schlacht bei Soissons und Reims
- 14. bis 25. Juni – Stellungskämpfe zwischen Oise, Aisne und Marne
- 28. Juni bis 13. August – Stellungskämpfe vor Verdun
- 12. bis 20. August – Kämpfe auf den Waldbergen nördlich der Matz
- 14. August bis 3. September – Abwehrschlacht zwischen Somme und Oise
- 04. bis 18. September – Kämpfe vor der Siegfriedfront
- 19. September bis 9. Oktober – Abwehrschlacht zwischen Cambrai und St. Quentin
- 10. Oktober bis 4. November – Kämpfe vor und in der Hermannstellung
- 05. bis 11. November – Rückzugskämpfe vor der Antwerpen-Maas-Stellung
- ab 12. November – Räumung des besetzten Gebietes und Marsch in die Heimat

### Kriegsgliederung vom 9. April 1918
- 231. Infanterie-Brigade
  - Infanterie-Regiment Nr. 442
  - Infanterie-Regiment Nr. 443
  - Infanterie-Regiment Nr. 444
  - MG-Scharfschützen-Abteilung Nr. 66
  - 1. Eskadron/Dragoner-Regiment „König Karl I. von Rumänien“ (1. Hannoversches) Nr. 9
- Artillerie-Kommandeur Nr. 231
  - 3. Garde-Reserve-Feldartillerie-Regiment
  - Fußartillerie-Bataillon Nr. 90
- Pionier-Bataillon Nr. 231
- Divisions-Nachrichten-Kommandeur Nr. 231

## Kommandeure
| Dienstgrad   | Name                | Datum                                  |
| ------------ | ------------------- | -------------------------------------- |
| Generalmajor | Bernhard von Hülsen | 02. Januar 1917 bis 20. September 1918 |
| Generalmajor | Emmo von Dewitz     | 21. September 1918 bis 22. Januar 1919 |